# Juniperus jaliscana
Juniperus jaliscana (яловець халіскський) — вид хвойних рослин родини кипарисових.

## Поширення, екологія
Країни зростання: Мексика (Дуранго, Халіско). Екологія цього виду не відомі. Деякі екземпляри були зібрані на пасовищі, з травами, які часто горіли, на крутих, гранітних схилах, тобто порушеній вторинній рослинності. Висотний діапазон, як повідомляється, від 430 м до 2670 (?) м.

## Морфологія
Дерево до 10 м заввишки з прямими стеблами, гілки висхідні, утворюючи конічну або круглу крону. Кора 1–2 см завтовшки, волокниста, з взаємопов'язаних смуг, від сіро-коричневого кольору до коричнево-бурого внутрішньої кори. Кора на гілках червоно-коричнева, лущиться. Зрілі листки лускоподібні, яйцюваті або овальні, тупі, довжиною 0,7–1,0 мм, краї дрібно зубчасті, зелені. Жіночі шишки з м'ясистим м'якушем, нерівні й горбаті, червоно-коричневі, зі світлим восковим нальотом, діаметром 7–8 мм, квітконоси прямі, насіння (2)4–9(11) на шишку, з смоляними канавками, 3-4 мм завдовжки, шириною 2 мм; рубчики до близько половини довжини насінини.

## Використання
Використання не зафіксовано для цього виду.

## Загрози та охорона
Цей вид відомий тільки з двох локацій. Зустрічається на пасовищних вторинної рослинності, а також в лісах (на більшій висоті в Дуранго). Цей вид не був записаний в охоронних районах.